# Bath (Maine)
Bath és la ciutat i capital del Comtat de Sagadahoc a l'estat de Maine (EUA).

## Demografia
Segons el cens dels Estats Units del 2000 tenia 9.266 habitants, 4.042 habitatges, i 2.344 famílies. La densitat de població era de 392,7 habitants per km².
Dels 4.042 habitatges en un 29,7% hi vivien nens de menys de 18 anys, en un 40,8% hi vivien parelles casades, en un 13,1% dones solteres, i en un 42% no eren unitats familiars. En el 34,1% dels habitatges hi vivien persones soles el 13% de les quals corresponia a persones de 65 anys o més que vivien soles. El nombre mitjà de persones vivint en cada habitatge era de 2,26 i el nombre mitjà de persones que vivien en cada família era de 2,91.
Per edats la població es repartia de la següent manera: un 25% tenia menys de 18 anys, un 8,4% entre 18 i 24, un 29,5% entre 25 i 44, un 23% de 45 a 60 i un 14,1% 65 anys o més.
L'edat mediana era de 37 anys. Per cada 100 dones de 18 o més anys hi havia 86,9 homes.
La renda mediana per habitatge era de 36.372 $ i la renda mediana per família de 45.830 $. Els homes tenien una renda mediana de 35.064 $ mentre que les dones 22.439 $. La renda per capita de la població era de 19.112 $. Entorn del 9,3% de les famílies i l'11,8% de la població estaven per davall del llindar de pobresa.

## Poblacions properes
El següent diagrama mostra les poblacions més properes.